# Baten Kaitos : Les Ailes éternelles et l'Océan perdu
Vous lisez un « bon article » labellisé en 2011.
Pour les articles homonymes, voir Baten Kaitos.
Baten Kaitos : Les Ailes éternelles et l’Océan perdu (バテン・カイトス 終わらない翼と失われた海, Baten Kaitosu : Owaranai Tsubasa to Ushinawareta Umi) est un jeu de rôle pour GameCube, sorti en 2003 au Japon et 2005 en Europe. Il a été développé par Monolith Soft et tri-Crescendo pour Namco. Monolith Soft est une émanation d’anciens développeurs de Square Co., Ltd., dont ceux notamment de Chrono Trigger et Chrono Cross à l’inspiration proche de Baten Kaitos.
Le jeu se déroule dans un univers de type fantasy, où des îles flottent dans le Ciel.
Une préquelle est disponible depuis 2006 aux États-Unis et au Japon, sous le nom de Baten Kaitos Origins. Les évènements de ce jeu se déroulent vingt ans avant ceux de Baten Kaitos : Les Ailes éternelles et l’Océan perdu.
Une version remastérisée contenant les deux épisodes, intitulée Baten Kaitos I & II HD Remaster, est sortie le 15 septembre 2023 sur Nintendo Switch.
Baten Kaitos est l'autre nom de ζ Ceti, étoile de la constellation de la Baleine.

## Trame

### Univers
L’histoire se passe dans un monde d’îles flottant dans le Ciel. Mille ans avant le début du jeu, un dieu maléfique nommé Malpercio envahit le monde. Il fut défait par cinq héros magiciens, qui scellèrent le dieu maléfique dans les cinq « Magnus ultimes », chacun caché dans une des cinq îles principales. Les magiciens quittèrent la Terre polluée et firent léviter les îles dans le Ciel. Les humains se virent ensuite pousser des « Ailes du cœur ».
Sadal Suud est une île commerciale et prospère dirigée par le gouverneur Rodolfo, qui entretient d’assez bonnes relations avec l’Empire. C’est sur cette île que se trouve la Forêt de Fourbelune qui abrite des ruines soi-disant maudites. Elle protège le Magnus ultime BRA gardé par le Seigneur Des Sources. Kalas commence son voyage sur cette île, à Cebalraï, le hameau agricole, un petit village. Pherkad est la capitale de cette île, une grande et belle ville, mais toujours sous contrôle des gardes d’Alfard.
Anuénué, l’île des fleurs, est dirigée par la reine Corelia. Cette île a une longue tradition de neutralité. Ses habitants sont des gens joviaux et festifs, dont la vie tourne autour de la végétation et en particulier du gigantesque Arbre Céleste. L’île est également réputée pour son école de magie, qui se trouve à Komo mai, la capitale.
Diadem, surnommée la cité des nuages, est sous un régime féodal gouverné par Ladekahn, roi respecté par ses sujets. La capitale où se trouve le palais royal se nomme Sheliak : c’est une ville fortifiée et à l’aspect militaire, à l’inverse du paisible village de pêcheurs de Nashira.
Mira se situe dans une autre dimension, ce qui la rend difficilement accessible. On y trouve des lieux très étranges, comme Parnasse, un village en pâtisserie, Révérence, une ville qui semble tout droit sortie d’un livre d’images, ou encore Détourne, un étrange jardin connecté à un autre monde. Cette ville est dirigée par Monseigneur Calbren, Archiduc de Mira, dont l’unique famille est Mélodia, sa nièce. C’est là que Kalas a passé son enfance.
L’Empire d'Alfard est l’île la plus développée technologiquement et la plus hostile et belliqueuse. Elle est dirigée par l’empereur Geldoblame qui souhaite libérer les Magnus ultimes pour faire régner le chaos dans le monde entier, en s'aidant de ses sbires Giacomo, Aymee et Folon. Les habitants de la capitale impériale, Mintaka, sont arrogants et méprisants vis-à-vis des étrangers qu'ils considèrent comme inférieurs. En effet, on y enseigne aux enfants que les habitants d’Alfard sont supérieurs et qu'ils doivent dominer les peuples des autres îles. Le reste des habitants d'Alfard travaille dans les mines du village d’Azha.
Wazn, la contrée des glaces, est recouverte de neige et de glace, et abrite un palais gigantesque. Sa dirigeante n'est autre que Xelha. Les trois autres magiciennes de l’île sont Kodelle, Catranne et Glamyss. La seule ville de cette île étrange est Cursa.
Duhr, n’est pas une île mais un pays qui vit sous les gaz toxiques des nuages délétères, et dont les habitants portent tous un masque pour s’en protéger. C’est de là qu’est originaire Mizuti. La capitale de cette contrée est Algorab.
Cor Hydræ est l’île, au départ protégée par un champ de force, où se réfugie Malpercio, le dieu ressuscité grâce à la libération des Magnus ultimes qui sera combattu trois fois par les héros, sous différentes formes.

### Personnages jouables
L’Ange gardien est le personnage contrôlé par le joueur, qui s’est lié à Kalas. Au début du jeu, le joueur lui choisit un nom. Les personnages feront régulièrement appel à lui pour lui demander son avis, ce qui peut influencer ses relations avec les autres personnages.
Kalas est le héros du jeu. Il est animé par le désir de vengeance du meurtre de son grand-père et de son frère Fee commis par Giacomo et Ayme sur ordre de Geldoblame. Il utilise l’épée pour se battre. Contrairement aux autres humains, il n’a qu’une seule Aile du cœur — l’autre étant remplacée par une aile mécanique ou « Aile méca»  —, ce qui lui a valu des insultes, les autres habitants trouvant que son cœur était impur. Il est doublé par Eric Kelso dans la version anglophone et par Kōsuke Toriumi dans la version japonaise.
Xelha, reconnue de tous comme maligne et persévérante, garde toujours foi en ce qu’elle aime. Elle utilise la magie pour se battre. On découvre plus tard qu’elle est la reine de Wazn et que par conséquent, elle contient l’Océan en elle.
Gibari est un pêcheur de Nashira (village de Diadem), autrefois commandant des armées de Diadem. Il se bat avec des pagaies.
Lyude faisait partie d’une des familles les plus reconnues de l’Empire. N’ayant pas un esprit combattant et dominateur comme le reste de son pays, il a été exilé pour avoir contredit l’Empereur Geldoblame, mais en respect pour sa famille, on lui donna le poste d’ambassadeur. Il utilise des armes à feu portant le nom de cuivres pour se battre.
Savyna, ancienne membre des forces spéciales de l'Empire, elle a quitté son poste, prise de remords après un massacre qu'elle avait perpétré ; un combat l'opposera aux autres héros au cours du jeu. Elle utilise ses poings pour se battre.
Mizuti fait partie des Enfants de la Terre, l'ancien peuple ayant gagné la guerre contre Malpercio. Elle est l'une des derniers magiciens à disposer des pouvoirs de ses ancêtres. Elle porte toujours un masque. Elle utilise la magie pour se battre.

### Scénario
Au début du jeu, le joueur apparaît sous la forme d'un esprit au héros du jeu, Kalas, juste avant qu’il ne s'évanouisse, et se lie spirituellement à lui. Le joueur devient alors son Ange gardien. Kalas se réveille dans un hôpital de campagne à Sadal Suud. Il est rapidement rejoint par Xelha. Ensemble, ils libèrent sans le vouloir le premier des cinq Magnus ultimes, qui est rapidement saisi par l'Empire d'Alfard.
Tous deux vont à Diadem où ils rencontrent Gibari et Lyude. Ils apprennent que l’Empire cherche les Magnus ultimes et que chacun d'entre eux renferme une partie du corps de Malpercio. Kalas, Xelha, Gibari et Lyude trouvent le Magnus de Diadem, mais l’Empire le leur vole.
Ils vont ensuite à Anuénué pour trouver le prochain Magnus ultime. Une fois là-bas, ils sont confrontés à Geldoblame, et rencontrent Savyna. Ils trouvent ensuite un nouveau Magnus ultime, qu’ils se font à nouveau voler par l’Empire. Ils vont alors à Mira, où ils rencontrent Mizuti. Puis ils sont arrêtés pour l'enlèvement de Mélodia, et perdent leur unique Magnus ultime.
Finalement, les six vont à Alfard, où ils ont l'intention d'arrêter Geldoblame. Les cinq Magnus ultimes sont libérés, transforment ce dernier en monstre, et se fait emprisonner par ses anciens soldats pendant que Mélodia prend le contrôle de l’Empire. Kalas, qui absorbe le pouvoir des cinq Magnus ultimes, tombe sous le contrôle de Malpercio, et se voit pousser une deuxième Aile du cœur.
Les autres membres sont capturés et emprisonnés, mais Xelha arrive à s’échapper et les libère.
Xelha et le reste du groupe affrontent ensuite Kalas dans le but de lui rendre son ancienne forme. Ce dernier se libère de l'influence de Mélodia et aide ses compagnons à s'échapper. Malpercio et Mélodia se réfugient dans Cor Hydræ, une ancienne forteresse cachée dans une autre dimension, contre laquelle les cinq nations réunies se préparent à une attaque simultanée. Celle-ci permet une diversion, permettant à Kalas et à ses compagnons de s'infiltrer dans la forteresse pour la bataille finale contre Malpercio.
Le groupe se bat à travers Cor Hydræ avant d'atteindre Malpercio et Mélodia dans la salle du trône. Ce dernier est défait, mais Mélodia se fond dans le corps de Malpercio, créant une entité encore plus maléfique, qui fuit en haut de Cor Hydræ. Le groupe les poursuit et commence la bataille ultime. Malpercio est défait, et Kalas libère Mélodia de l'emprise de ce dernier. Kalas, Mélodia et l'Ange gardien réussissent ensuite à expulser l'esprit de Malpercio de son corps.
L’énergie qu’il a fallu pour casser la muraille autour de Cor Hydræ est puisée dans l'énergie des cinq plus grandes îles, qui, privées de celle-ci, ne peuvent plus léviter et retombent sur Terre. La chute des îles est stoppée par les esprits des Cinq Anciens Dieux, qui les installent sur d'immenses pilonnes de pierre, les reliant ainsi à nouveau à la Terre.
Pendant qu’une grande fête de célébration a lieu à Anuénué, Xelha et Kalas partent discrètement dans la Forêt de la Lune. Celle-ci révèle à Kalas que l'Océan a été scellé dans les Reines de Glace, donc en elle. Elle demande à Kalas de l'aider à libérer l'Océan. Ce dernier, réticent au début, finit par accepter, lorsque l'esprit de Geldoblame revient. Kalas et Xelha le vainquent grâce à l'attaque finale de l'Ange gardien, mais la bataille use les dernières forces de Xelha et elle meurt dans les bras de Kalas.
Ensuite, partout à travers le monde l'Océan se déverse sous forme de pluie. D'un coup, toutes les Ailes des habitants disparaissent.
Kalas, le groupe, et d'autres personnages du jeu se retrouvent à Mira pour renvoyer l'Ange gardien chez lui. Au cours des adieux, un garçon donne à Kalas le pendentif de Xelha, disant qu'on entend sa voix dans ce pendentif. Kalas le met à son oreille, et Xelha apparaît dans un éclair d'eau.

## Système de jeu

### Généralités
Comme de nombreux jeux de rôle, Baten Kaitos : Les Ailes éternelles et l'Océan perdu comporte trois phases de jeu distinctes : la carte du monde, les villes, donjons ou lieux particuliers, et l'écran de combat.
Les déplacements sur la carte du monde permettent au joueur de circuler entre les différents lieux de l'aventure, sans rencontrer de monstres. Lors des déplacements à pied, le joueur dirige le leader de l'équipe, représenté avec une taille disproportionnée par rapport aux autres éléments. On peut aussi se déplacer à l'aide d'autres moyens de transport comme des créatures volantes, comme le Mindeer ou le Dragon Blanc, qui sont disponibles après certains développements du scénario et qui permettent de voyager entre les îles.
À partir de la carte, le joueur peut accéder aux différents lieux du jeu : il pénètre alors dans un environnement bien plus détaillé où les personnages sont cette fois représentés à une échelle réaliste. Ce gameplay « vue intérieure » est celui sur lequel le joueur passe le plus de son temps, la quasi-totalité des dialogues et des avancements du scénario s'y déroulent. Il peut rencontrer des ennemis quand il se déplace dans ce type de cadre, mais jamais à l'intérieur même des villes. Les ennemis sont visibles et peuvent être évités.
L'augmentation de niveau ainsi que la sauvegarde ne peuvent se faire qu'à des endroits précis du jeu, en entrant dans des fleurs : celles rouges permettent juste de sauvegarder, alors que celles bleues permettent aussi d'augmenter de niveau en se téléportant au Temple. En plus du niveau principal, les personnages ont un niveau de classe, qui peut être augmenté à l'aide de certains objets spécifiques et permet d'avoir plus de cartes dans sa pioche et d'en jouer plus à chaque phase d'attaque pendant les combats.

#### Quêtes annexes
En plus de l'histoire, le jeu propose des quêtes annexes qui permettent de gagner des Magnus. Généralement elles consistent à apporter un certain Magnus dont l'Essence a été absorbée à l'aide d'un Magnus vierge à une personne. Trois d'entre elles sont plus longues et se résoudront au fur et à mesure du jeu.
Dans le Temple, là où le joueur peut effectuer le changement de niveau, le gardien des constellations dit que la voûte de la salle représente la Carte des constellations, mais celles-ci ont disparu. Le joueur doit trouver les 50 Magnus de constellation qui permettront de restaurer la Carte des constellations et il offre une récompense pour chaque Magnus trouvé (en récompense de combat ou dans des coffres à trésor), et à certains paliers.
À Perkhad, la capitale de Sadal Suud, Quzman, un vieil homme demande au joueur de réunir toute sa famille avant sa mort. Il faut trouver chaque membre de sa famille et lui faire signer l'arbre généalogique. Il y en a 31 en tout, et ils portent tous un bracelet. Cette quête est, avec celle des Magnus de constellation, la plus longue du jeu. Le joueur reçoit un Magnus pour chaque lignée de membres de la famille trouvée.
La troisième « grande » quête annexe, la plus courte des trois est celle des animaux, qui commence très tard dans le jeu. Une résidente du Château de glace de Wazn demande au joueur de rapporter apporter tous les animaux car elle rêve de posséder une collection d'animaux. Le joueur reçoit des Magnus au fur et à mesure qu'il lui rapporte des animaux.

### Ange gardien
Baten Kaitos se distingue des autres jeux de rôle par deux principaux aspects.
Tout d'abord, le joueur contrôle les personnages, mais il n'incarne pas directement, comme c'est généralement le cas, l'un des personnages du jeu, mais joue le rôle d'un protecteur. Il incarne un Ange gardien, intimement lié au personnage principal du jeu, Kalas. Son rôle est de guider le héros, et de lui donner une morale, une ligne de conduite. Suivant les conseils prodigués par le joueur, la personnalité de Kalas se forge d'une façon ou d'une autre, et plus la relation entre l'Ange gardien et le personnage est bonne, plus le joueur a de contrôle sur le personnage. Pendant les combats, si la relation est assez bonne, l'Ange gardien peut permettre à Kalas d'exécuter une attaque spéciale très puissante.

### Les combats
Le deuxième aspect est son système de combat atypique. Pour les combats, le joueur dispose de cartes appelées Magnus qui peuvent absorber l'Essence d'un objet ou d'un sort. Les combats sont divisés en deux phases principales en alternance : les phases d'attaque où les personnages attaquent les adversaires, et les phases de défense où ils encaissent les coups. Le joueur utilise les cartes de sa pioche les unes à la suite des autres suivant la situation : des armes ou des sorts en attaque, des boucliers, des casques ou des armures en défense. Suivant le nombre, la puissance, les éléments et les chiffres spirituels des cartes posées, l'attaque sera plus ou moins destructrice et la défense plus ou moins efficace. Le joueur doit veiller à ne pas utiliser des éléments contraires dans un même coup : les dégâts sont calculés en une fois à la fin du tour, et si des cartes d'éléments opposés (respectivement Feu et Eau, Lumière et Ténèbres, Temps et Vent) sont utilisées conjointement, leurs dégâts s'annulent.
L'autre moyen d'augmenter l'efficacité d'un coup est d'utiliser les chiffres spirituels. Chaque carte comporte de un à quatre chiffres indiqués dans ses coins, les chiffres spirituels. Le joueur choisit l'un des chiffres à l'aide du stick C de la manette dès qu'il pose la carte. Si les cartes mises à la suite les unes les autres ont des chiffres qui se suivent tous (comme 12345 ou 876543) ou pouvant se placer par paires, brelans, etc. (comme 23332377), un bonus est ajouté aux cartes. La suite, plus difficile à réaliser, est donc plus risquée, mais rapporte beaucoup plus. La suite lever du soleil (123456789), la plus puissante de toutes, augmente les dégâts de 306 %.

## Développement
Avant la sortie de Baten Kaitos : Les Ailes éternelles et l'Océan perdu, IGN a interviewé le producteur de Namco, Shinji Noguchi, à propos du développement du jeu. Ce dernier a affirmé, que même si le jeu avait des propriétés entièrement nouvelles, Monolith Soft a pu profiter de son expérience en matière de jeux de rôle, comme Xenosaga. Quand on lui a demandé pourquoi le jeu a été développé pour la GameCube, Noguchi expliqua que c'était pour satisfaire le besoin de jeux de ce genre sur ce support, tout en fournissant une nouvelle expérience de jeu de rôle.
Dans une autre interview, Noguchi a indiqué que le concept avait été créé en 2001 et que le développement avait débuté six mois plus tard. Il a aussi fourni d'autres détails sur les employés de Monolith Soft Tokyo, notant que la société se composait d'environ cent personnes, la majorité d'entre elles étant des créateurs et développeurs de jeux vidéo.
Quelques années plus tard en 2005, en parlant d'Eternal Sonata, Hiroya Hatsushiba de tri-Crescendo a indiqué que les précédents travaux sur Baten Kaitos était « un projet très enrichissant et mémorable » (« very meaningful and memorable project ») pour l'équipe. Hatsushiba a en outre exprimé sa conviction que tri-Crescendo a été en mesure de créer Eternal Sonata grâce à cette expérience antérieure.

### Équipe de développement
La musique d'ambiance a été réalisée par Motoi Sakuraba de l'entreprise spécialisée dans le son, tri-Crescendo. tri-Crescendo a aussi réalisé le système de combat qui fait la particularité de Baten Kaitos. Le scénario et l'univers sortent de l'esprit de Masato Kato, responsable entre autres des backgrounds de Chrono Cross et Chrono Trigger.
Le reste du développement a été assuré par Monolith Software, ayant développé par le passé les Xenosaga et plus récemment Disaster Day of Crisis ou Soma Bringer, cette collaboration a été prolongée sur Baten Kaitos Origins.

### Musique
La musique de Baten Kaitos : Les Ailes éternelles et l'Océan perdu a été composée par Motoi Sakuraba. L'album des musiques du jeu a été enregistré par Warner Music Recording Studio et publié par TEAM Entertainment le 17 décembre 2003 aux États-Unis. Il contient deux CD, un livret de 10 pages, un poster, et des commentaires du producteur, du directeur et du compositeur.
En France, lors des précommandes, ainsi qu'avec les premiers exemplaires du jeu dans les magasins participants, un CD de huit musiques du jeu était offert ; il était également disponible en vente sur le Nintendo Club français.

## Accueil

### Critiques
Les critiques sont généralement positives, surtout au sujet des graphismes, des musiques, de la durée de vie, ainsi que du système de jeu original. Romendil de Jeuxvideo.com le qualifie même de « monument sur GameCube » lors de son test.
De plus, il a aussi été apprécié en raison du manque de jeux de rôle sur la GameCube, et du peu d'entre eux qui sortent en dehors du Japon.
Les graphismes ont fait l'objet de critiques positives, Romendil de Jeuxvideo.com se demandant s'il existe « au monde, ou du moins sur GameCube, un jeu aussi resplendissant, aussi soigné et enchanteur que celui de Baten Kaitos » et Greg de Gamekult classe les « graphismes splendides » dans les points forts du jeu.
Les musiques ont aussi fait l'objet de critiques positives, Jeuxvideo.com considère que « Le travail de composition effectué par Motoi Sakuraba pour Baten Kaitos mérite une ovation » et Juan Castro d'IGN dit « La bande sonore est impressionnante. L'une des meilleures sur la console. » (« Awesome soundtrack. One of the best on the system. »).
La grande durée de vie a également été appréciée par les critiques : elle est de 45 heures pour IGN, 50 heures et plus pour Gamekult et plus d'une soixantaine pour Jeuxvideo.com, et que malgré cela « on ne se sépare du jeu qu'à regret ».
Le système de jeu, original, a fait lui aussi l'objet de critiques assez positives, Jeuxvideo.com considérant que « Baten Kaitos se démarque des autres RPG de façon intelligente en parvenant à surprendre sans cesse le joueur lors des phases d'exploration et en proposant un système de combat unique et totalement inédit » et Gamekult vante « Un système de jeu original et accrocheur ».
Néanmoins, il est assez controversé : GameSpot vante son côté novateur, mais critique le fait qu'il puisse s'avérer assez complexe, tandis que GameSpy déplore le fait qu'il repose sur beaucoup de chance (« Too much luck involved »).
Les critiques négatives portent aussi sur certains personnages assez plats et sur les voix de mauvaise qualité,, bien qu'il suffise en fait d'activer le son stéréo pour désactiver l'effet de micro des voix.
Jeuxvideo.com l’a classé 16e des 50 meilleurs RPG de tous les temps.

### Ventes
Le jeu n'ayant pas fait l'objet d'une grande campagne de publicité, il est peu connu du grand public et s'est peu vendu.
Il a d'ailleurs failli ne jamais sortir en Europe du fait de ses ventes trop faibles aux États-Unis.
IGN l'a néanmoins décrit comme ayant fait l'objet d'un véritable culte (« cult following ») de la part de ses fans.

## Suites
Baten Kaitos : Les Ailes éternelles et l'Océan perdu s'est vu attribuer une préquelle : Baten Kaitos Origins, sorti au Japon et aux États-Unis en 2006, qui se déroule au même endroit, mais 20 ans avant les aventures de Kalas, ce qui change bon nombre de choses : l'Empire d'Alfard n'est plus aussi hostile et Geldoblame n'est qu'un subalterne. On ne contrôle plus que trois personnages, Sagi, Guillo et Milliarde, et le système de combat, bien que similaire, est plus rapide et nerveux et se base moins sur les combos que dans le jeu original.
Baten Kaitos Origins n'est pas sorti en Europe, même s'il a été annoncé à plusieurs reprises.

### Mode d'emploi du jeu
1. 1 2 3 4 5  D’après le mode d'emploi de Baten Kaitos, les mots « Aile du cœur », « Aile méca », « Ciel », « Terre », « Ange gardien », « Océan », « Magnus », « Essence » et les noms des six éléments s’écrivent avec une majuscule.
2. 1 2  Baten Kaitos : Les Ailes éternelles et l'Océan perdu : Mode d'emploi, Namco, 2003, p. 14
3. ↑  Baten Kaitos : Les Ailes éternelles et l'Océan perdu : Mode d'emploi, Namco, 2003, p. 4
4. ↑  Baten Kaitos : Les Ailes éternelles et l'Océan perdu : Mode d'emploi, Namco, 2003, p. 19

### Critiques et notations
1. ↑  (en) Christian Nutt, « Baten Kaitos Review », sur 1UP.com, 8 décembre 2004 (consulté le 23 décembre 2010).
2. ↑  (en) Rob Fahey, « Baten Kaitos review », sur Eurogamer, 31 mars 2005 (consulté le 2 novembre 2010).
3. 1 2 3 4  (fr) Greg, « Test de Baten Kaitos », sur Gamekult, 30 mars 2005 (consulté le 2 novembre 2010).
4. 1 2 3  (en) Bethany Massimilla, « Baten Kaitos review »(Archive.org • Wikiwix • Archive.is • Google • Que faire ?), sur GameSpot, 18 novembre 2004 (consulté le 2 novembre 2010).
5. 1 2 3  (en) Shane Satterfield, « Baten Kaitos review », sur GameSpy, 16 novembre 2004 (consulté le 2 novembre 2010).
6. 1 2 3  (en) Juan Castro, « Baten Kaitos review », sur IGN, 12 novembre 2004 (consulté le 2 novembre 2010).
7. 1 2 3 4 5 6 7  (fr) Romendil, « Test de Baten Kaitos », sur Jeuxvideo.com, 29 mars 2005 (consulté le 2 novembre 2010).

### Autres notes et références
- (en) Cet article est partiellement ou en totalité issu de l’article de Wikipédia en anglais intitulé « Baten Kaitos: Eternal Wings and the Lost Ocean » (voir la liste des auteurs).

1. 1 2  (en) Jonric, « RPG Vault : Baten Kaitos : Eternal Wings and the Lost Ocean Interview », IGN, 21 octobre 2004 (consulté le 23 décembre 2010).
2. ↑  (fr) « Baten Kaitos : Les Ailes éternelles et l'Océan perdu », sur Gamekult (consulté le 28 décembre 2010).
3. ↑  (en) « Baten Kaitos: Eternal Wings and the Lost Ocean Releases », sur Giant Bomb (consulté le 8 janvier 2011).
4. 1 2 3  (fr) Aiste, « Dossier Baten Kaitos Origins Zones d’ombres : 20 ans plus tard », sur Jeuxvideo.com, 13 avril 2007 (consulté le 24 décembre 2010), p. 3.
5. ↑  « Baten Kaitos I & II HD Remaster », sur Nintendo France, 15 septembre 2023 (consulté le 10 décembre 2023).
6. ↑  Namco Opening de Baten Kaitos (2003)
7. ↑  (fr) « Constellations », sur RPG Soluce (consulté le 24 janvier 2011).
8. ↑  (fr) « Généalogie de Quzman », sur RPG Soluce (consulté le 24 janvier 2011).
9. ↑  (fr) Vally8, « La quête des animaux », sur Le coin de Vally8 (consulté le 24 janvier 2011).
10. ↑  (fr) « Astuces de Baten Kaitos », sur RPG Soluce (consulté le 2 novembre 2010).
11. ↑  (en) « IGN : Baten Kaitos Interview », IGN, 3 mai 2004 (consulté le 23 décembre 2010).
12. ↑  (en) Mike Bowden, « Eternal Sonata (aka Trusty Bell: Chopin's Dream) : Interview », Strategy Informer (consulté le 23 décembre 2010).
13. ↑  (en) « OST de Baten Kaitos »(Archive.org • Wikiwix • Archive.is • Google • Que faire ?), sur RPGFan (consulté le 2 novembre 2010).
14. ↑  (fr) Mario.com, « Actu GameCube : Un CD offert pour toute précommande de Baten Kaitos »(Archive.org • Wikiwix • Archive.is • Google • Que faire ?), sur Wiiz.fr, 25 mars 2005 (consulté le 15 janvier 2011).
15. ↑  (fr) Yahari, « Club Nintendo », 13 novembre 2009 (consulté le 25 décembre 2010).
16. ↑  (fr) Vally8, « Soluce de Baten Kaitos », sur Le coin de Vally8 (consulté le 24 décembre 2010).
17. ↑  (fr) « 16ème - Baten Kaitos / GC (2003) », sur Jeuxvideo.com, 16 décembre 2011 (consulté le 20 décembre 2011).
18. ↑  (fr) Trevor, « Baten Kaitos : date de sortie révélée ! », sur Puissance-Nintendo, 16 février 2005 (consulté le 25 décembre 2010).
19. ↑  (en) Mark Bozon, « Top 10 : Why We Still Play », IGN, 26 juin 2006 (consulté le 23 décembre 2010).
20. ↑  (fr) « Baten Kaitos Origins », sur Gamekult (consulté le 24 décembre 2010).
21. ↑  (fr) Aiste, « Dossier Baten Kaitos Origins Zones d'ombres : Mort d'un empereur et naissance d'un trio », sur Jeuxvideo.com, 13 avril 2007 (consulté le 24 décembre 2010), p. 4.
22. ↑  (fr) Aiste, Franck, « Gaming live - Baten Kaitos - Petite vue d'ensemble »(Archive.org • Wikiwix • Archive.is • Google • Que faire ?), sur Jeuxvideo.com, 13 avril 2007 (consulté le 24 décembre 2010).
23. ↑  (fr) Kévin, « Baten Kaitos Origins arrive en Europe », sur Jeuxvideo.fr, 3 mai 2007 (consulté le 24 décembre 2010).